# Titularbistum Medianas Zabuniorum
Medianas Zabuniorum (ital.: Medianas degli Zabunii) ist ein Titularbistum der römisch-katholischen Kirche.
Der ehemalige Bischofssitz in der in Nordafrika gelegenen Provinz Mauretania Sitifensis, dem Ostteil der römischen Provinz Mauretania Caesariensis, ging im 7. Jahrhundert mit der islamischen Expansion unter. Nach der Wiedererrichtung als Titularsitz wurde er im Juli 2018 erstmals vergeben.
| Titularbischöfe von Medianas Zabuniorum |                                |                                     |                  |                    |
| Nr.                                     | Name                           | Amt                                 | von              | bis                |
| 1                                       | Pablo Alfonso Jourdán Alvariza | Weihbischof in Montevideo (Uruguay) | 24. Juli 2018    | 15. September 2021 |
| 2                                       | Fernando Francisco             | Weihbischof in Luanda (Angola)      | 28. Oktober 2021 |                    |